# Gerasimovova všeruská státní univerzita kinematografie
Gerasimovova všeruská státní univerzita kinematografie (rusky Всероссийский государственный университет кинематографии имени С. А. Герасимова) je vysoká škola v Rusku, zaměřená na vzdělávání filmových tvůrců. Je známá také pod původní zkratkou VGIK (Всесоюзный государственный институт кинематографии = Všesvazový státní institut kinematografie). Sídlí v Moskvě na ulici Wilhelma Piecka (Severovýchodní administrativní okruh). Zřizovatelem univerzity je ministerstvo kultury Ruské federace.
Byla založena 1. září 1919 jako první státní filmová škola na světě. Prvním rektorem byl režisér Vladimir Gardin. Vyučovali zde Sergej Ejzenštejn, Vsevolod Pudovkin, Lev Kulešov, Eduard Tisse nebo Olexandr Dovženko. V letech druhé světové války byla škola evakuována do Alma-aty. Od roku 1986 nese jméno sovětského režiséra a dlouholetého pedagoga Sergeje Gerasimova (1906–1985). VGIKu byl udělen Řád rudého praporu práce a byl zařazen na seznam zvláště cenných objektů ruského kulturního dědictví. Je členem mezinárodní organizace filmových škol CILECT.
V 50. letech zde mimo jiné vystudoval kandidáta uměnovědy režisér Zdeněk Podskalský, režii vystudoval Stanislav Strnad. V letech 1973–1982 zde postupně studovala více než třicítka studentů z Československa, v rámci programu Domu zahraničních styků při Ministerstvu školství ČSSR. Mezi absolventy patří mj. bývalá televizní hlasatelka a herečka Anna Wetlinská, režiséři Ivan Procházka, PhDr. Vladimír Suchánek, Pavel Hiřman, Kateřina Lessenková, Martin Faltýn, František Palonder, kameramani Lubomír Stiburek, Miroslav Souček, Vlastimil Hamerník, Jan Borlely aj.
Není bez zajímavosti, že v r. 1955 zde získal titul CSc. v oboru uměnovědy režisér Zdeněk Podskalský. 
Od roku 1961 pořádá škola každoročně na podzim mezinárodní festival studentských filmů.

## Fakulty
- Fakulta režie
- Fakulta herectví
- Fakulta scenáristiky
- Fakulta animace
- Fakulta produkce
- Kameramanská fakulta
- Výtvarná fakulta

## Absolventi
- Zaur Dachte
- Tengiz Abuladze
- Aimée Beekmanová
- Sergej Bondarčuk
- Rustam Ibragimbekov
- Otar Ioseliani
- Olga Kabo
- Elem Klimov
- Emil Loteanu
- Sergej Loznica
- Vladimir Meňšov
- Nikita Michalkov
- Mikko Niskanen
- Jurij Ozerov
- Sergej Paradžanov
- Juris Podnieks
- Eldar Rjazanov
- Alexandr Rogožkin
- Abderrahmane Sissako
- Alexandr Sokurov
- Vladimír Suchánek
- Vasilij Šukšin
- Andrej Tarkovskij
- Vjačeslav Tichonov
- Konrad Wolf